# Nivôse

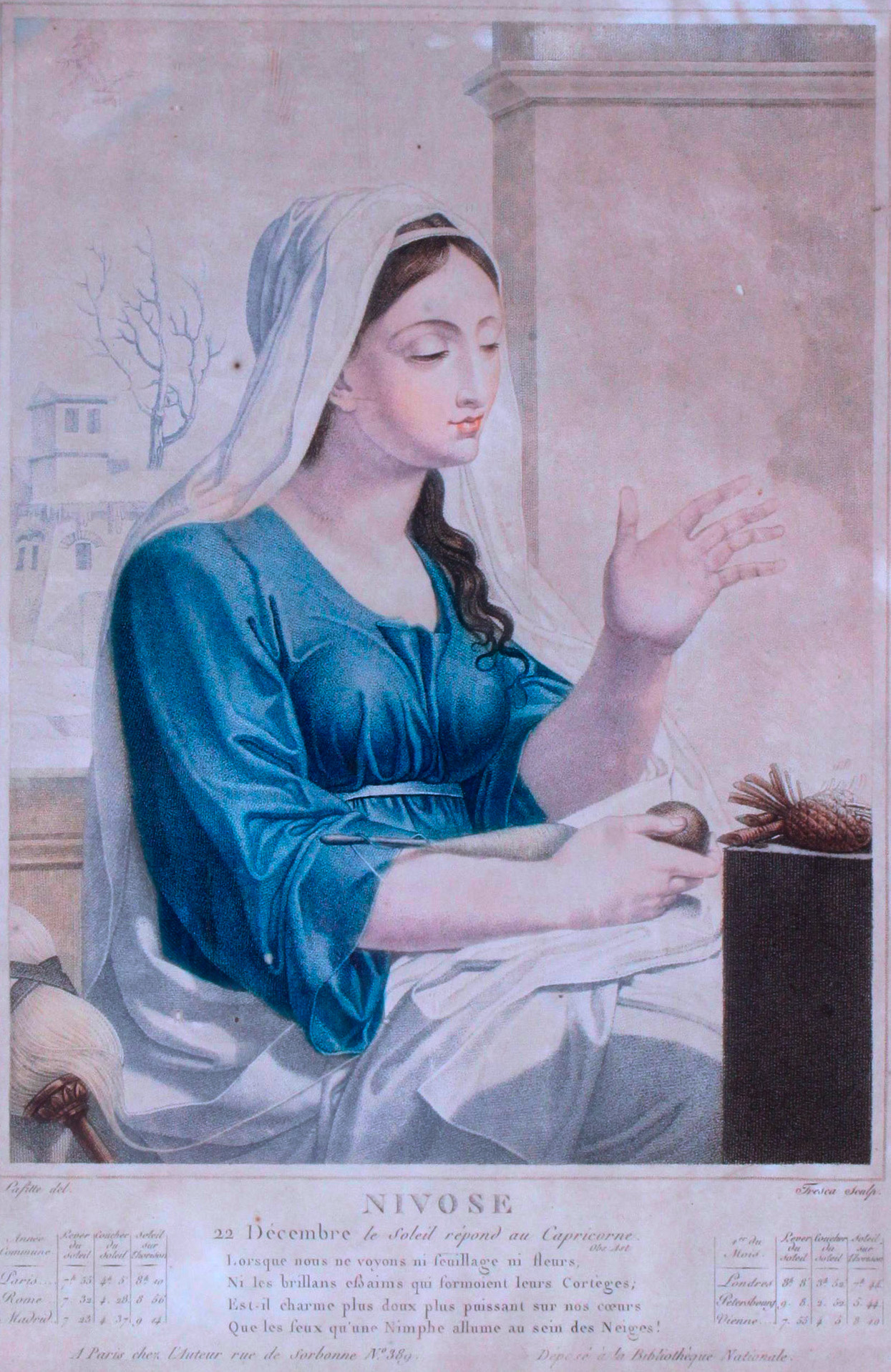
Alegoria Nivôse'a

Nivôse (z łac. nivosus = 'śnieżny') – czwarty miesiąc we francuskim kalendarzu rewolucyjnym, pierwszy miesiąc zimy. Trwał od 21 grudnia do 19 stycznia.
Po nivôse następował miesiąc pluviôse. 